# Three Blind Mice
Three Blind Mice (pt:Três Ratos Cegos) são três personagens fictícios do filme 007 contra o Satânico Dr. No (Dr. No), primeiro filme da franquia cinematográfica do espião britânico James Bond 007 criado por Ian Fleming.

## Características
Os personagens são três assassinos negros trabalhando para o Dr. No, que se disfarçam de cegos andando sempre em fila com seus óculos e suas bengalas pelas ruas de Kingston, Jamaica. Após o chefe da estação do MI-6 na cidade, John Strangways, informar ao quartel-general de agência em Londres sobre as atividades do vilão numa ilha próxima, eles são enviados para matá-lo e à sua secretária.

## No filme
Os três abrem o filme, caminhando em direção ao exclusivo Queens Club onde Strangways joga cartas com seus amigos, entre eles, um geólogo a serviço do Dr. No, o Professor Dent. O da frente vai com uma canequinha na mão, onde recolhe as moedas dadas pelos transeuntes no caminho. Quando Strangways interrompe o jogo para se dirigir à sua estação e comunicar-se com o MI-6 para seu relatório diário, os três armam uma tocaia no estacionamento e depois de receberem a moeda dada pelo agente e agradecerem, o matam com com vários tiros e somem com seu corpo, enfiando-o dentro de um carro de transporte de funerária. Depois invadem a casa onde Strangways trabalha e tem o seu rádio-transmissor e matam sua secretária, que se preparava para enviar um mensagem a Londres, roubando o relatório feito por Strangways sobre o Dr. No.
Mais tarde, com a chegada de Bond à ilha, eles armam outra emboscada, desta vez para 007 na porta de seu hotel, mas falham quando vão atirar por causa das luzes do farol de um carro que os ilumina e estraga a mira. Quando Bond se dirige à casa de Miss Taro, outra capanga do Dr. No, para um encontro romântico, ele é surpreendido na estrada pelo carro dos três que tentam matá-lo a tiros e jogando seu carro fora da estrada; porém, uma manobra de Bond quando a passagem da pista parece fechada por um enorme caminhão-trator, faz os assassinos perderem a direção e despencarem no abismo, morrendo na explosão do carro.